# Papiri di Gebelein

Frammento di un papiro amministrativo da una sepoltura di Gebelein, trovato all’interno di una cassetta lignea. Museo Egizio, Torino (S. 17507 5; Gebelein XI)

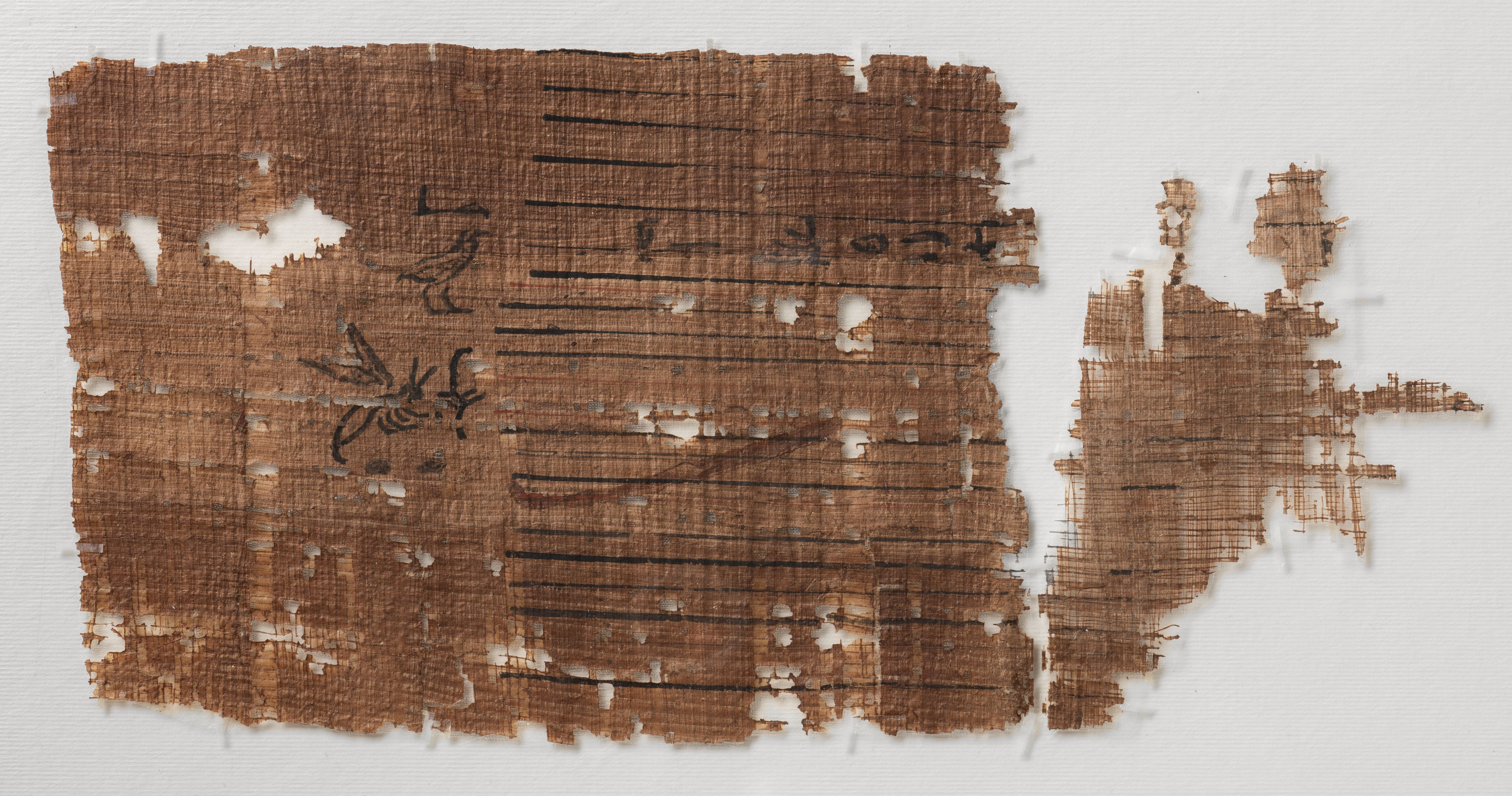
Frammento di un papiro amministrativo da una sepoltura di Gebelein, trovato all’interno di una cassetta lignea con altri manoscritti. Museo Egizio, Torino (S. 17507 4; Gebelein X)

I papiri di Gebelein sono un gruppo di papiri datati all'epoca dell'Antico Regno rinvenuti nel 1935 durante la spedizione condotta da Giulio Farina nell'Alto Egitto e precisamente a Gebelein.
Il Museo Egizio di Torino ne custodisce la maggior parte. Uno di essi, il  JE 66844, è invece custodito al Museo Egizio del Cairo. Complessivamente il gruppo consta di 11 papiri e di vari frammenti di papiro ritrovati in una cassa di legno.
In uno dei papiri è presente un elenco della manodopera utilizzata per la costruzione di un tempio; altri contengono note sulle razioni alimentari distribuite e un elenco di pane e stoffe. Vi si trovano anche ricevute di vendita. L'elenco privo di traduzione è stato pubblicato nel 2004.